# 아이스크림 밴

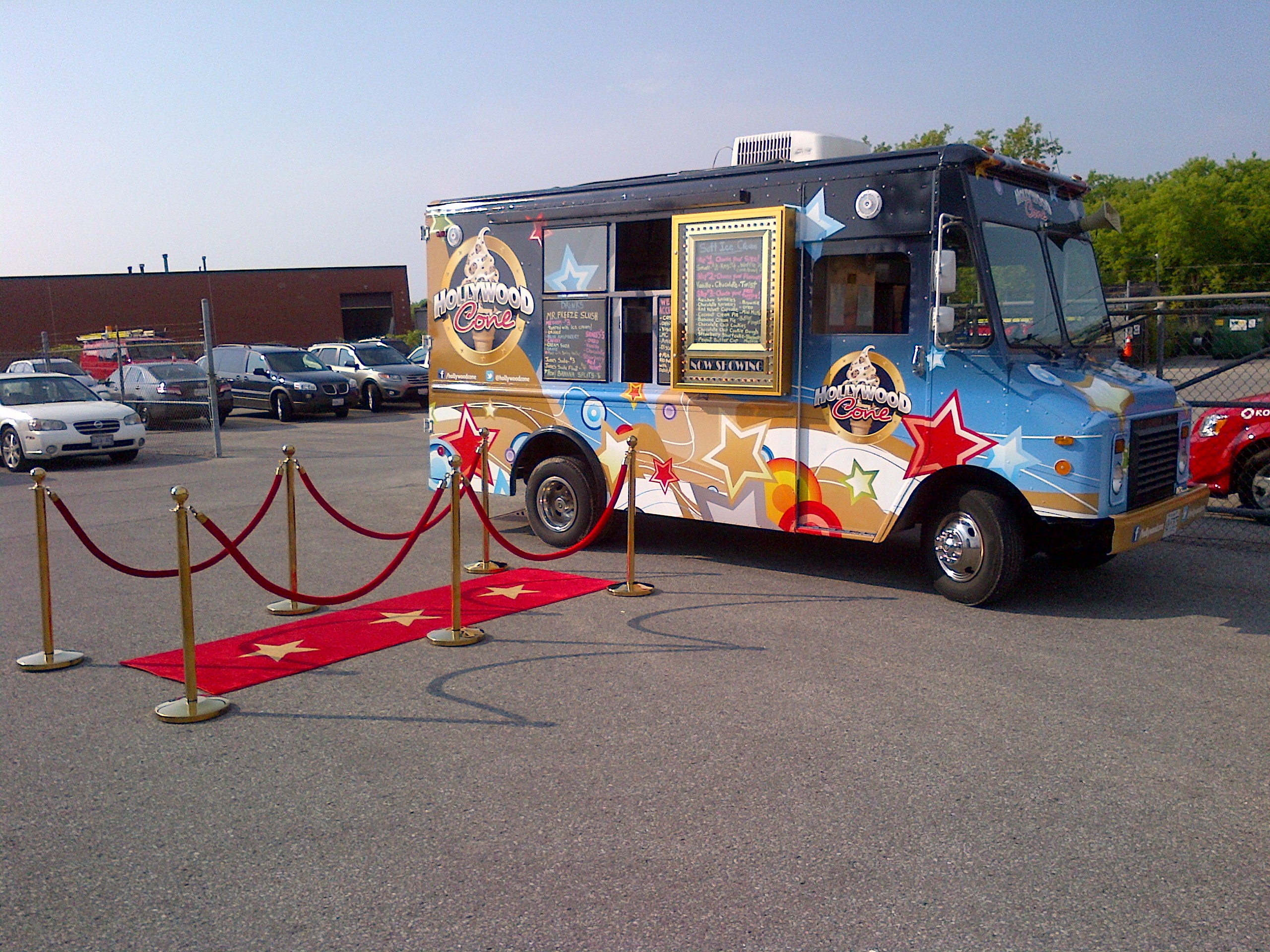
온타리오주 토론토의 할리우드 콘 소프트 아이스크림 트럭

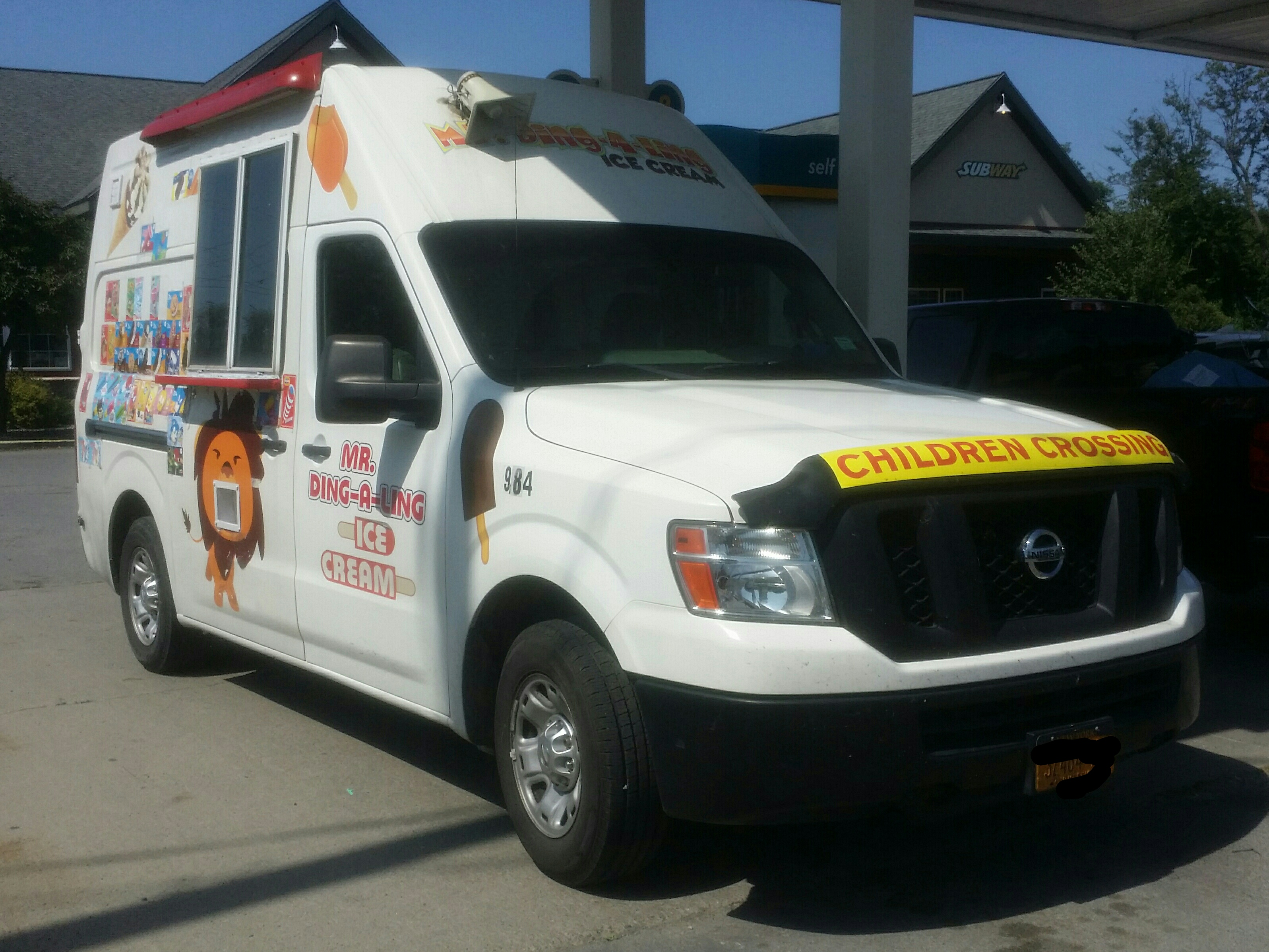
뉴욕주의 참신한 아이스크림을 파는 닛산 아이스크림 트럭

아이스크림 밴(Ice cream van, 영국) 또는 아이스크림 트럭(ice cream truck, 북미)은 일반적으로 봄과 여름에 차가운 식품 전문 푸드트럭이나 미리 포장된 아이스크림을 판매하는 이동식 소매점 역할을 하는 상업용 차량이다. 아이스크림 밴은 공개 행사나 공원, 해변 또는 사람들이 모이는 기타 장소 근처에 주차되어 있는 경우가 많다. 아이스크림 밴은 학교 밖, 주거 지역, 기타 장소 등 아이들이 노는 곳 근처로 이동하는 경우가 많다. 그들은 대개 다음 거리로 이동하기 전에 잠시 멈춘다. 측면을 따라 커다란 미닫이 창문이 서빙 해치 역할을 하며, 여기에는 종종 사용 가능한 제품과 가격에 대한 사진이 표시된다. 대부분의 아이스크림 밴은 포장지에 미리 제조된 막대 아이스크림(아이스팝)과 기계에서 나온 소프트 아이스크림을 모두 판매하는 경향이 있으며 콘 형태로 제공되며 종종 초콜릿 플레이크(영국), 설탕 시럽 또는 스프링클과 같은 토핑이 함께 제공된다. . 아이스크림 트럭 커뮤니티 내에서 프랜차이즈나 체인점은 드물지만(대부분의 트럭은 독립적으로 소유 및 운영됨) 일부는 존재한다.
일부 지역에서는 아이스크림 밴 운영자가 청량음료 시장 (경제학)의 공백을 메우기 위해 냉장 보관 능력을 활용하여 냉장 캔과 병을 판매하는 등 다각화를 시도했다.

## 같이 보기
- 푸드트럭
- 냉동탑차